# Спомен-плоча возачу камиона у Београду
Спомен-плоча возачу камиона налази се на згради на углу Цетињске Зетској улици у Београду и подигнута је 15. јануара 1964. у знак сећања на возача камиона Милана Јанковића, који је на овом месту страдао 4. октобра 1963. године.

## О догађају
Милан Јанковић, возач аутотранспортног предузећа Ракета из Титовог Ужица, возио је 4. октобра 1963. камион уз стрму Кондину улицу у Београду, када су му у близини зграде Радио Београда отказале кочнице. Камион, који је био натоварен са 11 тона кукуруза, почео је да се креће уназад низ Цетињску улицу повећавајући брзину. Сачувајући присебност, Јанковић је одлучио да камион заустави наглим скретањем у прву бочну улицу. На раскрсници са Македонском улицом пут му је испречио аутобус Градског саобраћајног предузећа, а скретање у наредну Шафарикову улицу није било могуће, јер је уочио кретање веће групе ученика.
Схватајући ситуацију у којој се налази из кабине је викао да се сви склањају са пута. То је чуо и милиционер Милорад Станимировић, који је трчећи поред камиона, пиштаљком упозоравао пролазнике да се склоне са пута. Успевајући да вешто маневрише камионом, који се великом брзином спуштао низ улицу, успео је да прође кроз обично оптерећену раскрсницу са улицом 29. новембра, која је на срећу била без возила. Тада је наишао на највећу стрмину у Цетињској улици, па је одлучио да смота волан у десно и нагло скрене у попречну Зетску улицу. Камион је задњим делом ударио у угао зграде и од силине ударца се преврнуо на леву страну. Јанковић је приликом удара испао из кабине и пао неколиком метара даље у Цетињску улицу. Одмах потом пренет је на Неурохирушку клинику, где је од последица повреда преминуо у јутарњим часовима 5. октобра.
Свесним жртвовањем, Јанковић је избегао трагедију већих размера, јер се на дну Цетињске улице налазила Бајлонијева пијаца. На место трагедије, међу првима су стигли новинари листа Политика, чија се зграда налази у оближњој Македонској улици. Новинар-репортер Слободан Шевић, који је се нашао на лицу места, сутрадан је у листу Политика експрес објавио репортажу о овом догађају под насловом „Када је отказала машина, није отказао човек”. Пишући о Јанковићевом подвигу, написао је:
| „ | Могао је да напусти кабину и да онда, затворених очију, види оно што се морало догодити на улицама пуним света: његов захуктали и неукротиви камион, са пуним товаром, прелази преко људи, жена и деце, удара у аутобус, руши га и наставља свој убилачки пут. | ” |

Како би сачувало успомену на храброг возача Јанковића, који је за кратко време постао пример пожртвованог радника и човека, Удружење возача и аутомеханичара Београда подигло му је спомен-плочу на згради, код које се камион зауставио. Бронзана спомен-плоча са натписом Кад је отказала машина, није отказао човек откривена је 15. јануара 1964, а овом догађају присуствовали су председник Савеза возача и аутомеханичара Југославије генерал-пуковник Милан Жежељ, председник Удружења возача и аутомеханичара Београда Јаша Рајтер, представници предузећа Ракета из Титовог Ужица, као и чланови породице погинулог возача — супруга Даринка и син Зоран Јанковић и др.